# Chile Open
Chile Open – męski turniej tenisowy zaliczany do cyklu ATP Tour. Rozgrywany na kortach ceglanych w chilijskim Santiago. Pierwsza edycja turnieju odbyła się w roku 1993. W latach 2000–2009 turniej rozgrywany był w Viña del Mar. W roku 2010 został przeniesiony do Santiago. W latach 2012–2014 ponownie rozgrywany był w Viña del Mar. Do głównego cyklu powrócił w 2020 roku, gdy zawody rozgrywano po raz kolejny w stolicy Chile.

## Mecze finałowe

### Gra pojedyncza
| Santiago     |                       |                         |                       |
| Rok          | Zwycięzca             | Finalista               | Wynik                 |
| 2025         | Laslo Đere            | Sebastián Báez          | 6:4, 3:6, 7:5         |
| 2024         | Sebastián Báez        | Alejandro Tabilo        | 3:6, 6:0, 6:4         |
| 2023         | Nicolás Jarry         | Tomás Martín Etcheverry | 6:7(5), 7:6(5), 6:2   |
| 2022         | Pedro Martínez        | Sebastián Báez          | 4:6, 6:4, 6:4         |
| 2021         | Cristian Garín        | Facundo Bagnis          | 6:4, 6:7(3), 7:5      |
| 2020         | Thiago Seyboth Wild   | Casper Ruud             | 7:5, 4:6, 6:3         |
| Viña del Mar |                       |                         |                       |
| Rok          | Zwycięzca             | Finalista               | Wynik                 |
| 2014         | Fabio Fognini         | Leonardo Mayer          | 6:2, 6:4              |
| 2013         | Horacio Zeballos      | Rafael Nadal            | 6:7(2), 7:6(6), 6:4   |
| 2012         | Juan Mónaco           | Carlos Berlocq          | 6:3, 6:7(1), 6:1      |
| Santiago     |                       |                         |                       |
| Rok          | Zwycięzca             | Finalista               | Wynik                 |
| 2011         | Tommy Robredo         | Santiago Giraldo        | 6:2, 2:6, 7:6(5)      |
| 2010         | Thomaz Bellucci       | Juan Mónaco             | 6:2, 0:6, 6:4         |
| Viña del Mar |                       |                         |                       |
| Rok          | Zwycięzca             | Finalista               | Wynik                 |
| 2009         | Fernando González     | José Acasuso            | 6:1, 6:3              |
| 2008         | Fernando González     | Juan Mónaco             | walkower              |
| 2007         | Luis Horna            | Nicolás Massú           | 7:5, 6:3              |
| 2006         | José Acasuso          | Nicolás Massú           | 6:4, 6:3              |
| 2005         | Gastón Gaudio         | Fernando González       | 6:3, 6:4              |
| 2004         | Fernando González     | Gustavo Kuerten         | 7:5, 6:4              |
| 2003         | David Sánchez         | Marcelo Ríos            | 1:6, 6:3, 6:3         |
| 2002         | Fernando González     | Nicolás Lapentti        | 6:3, 6:7(5), 7:6(4)   |
| 2001         | Guillermo Coria       | Gastón Gaudio           | 4:6, 6:2, 7:5         |
| Santiago     |                       |                         |                       |
| Rok          | Zwycięzca             | Finalista               | Wynik                 |
| 2000         | Gustavo Kuerten       | Mariano Puerta          | 7:6(3), 6:3           |
| 1999         | Turniej nie odbył się | Turniej nie odbył się   | Turniej nie odbył się |
| 1998         | Francisco Clavet      | Junus al-Ajnawi         | 6:2, 6:4              |
| 1997         | Julián Alonso         | Marcelo Ríos            | 6:2, 6:1              |
| 1996         | Hernán Gumy           | Marcelo Ríos            | 6:4, 7:5              |
| 1995         | Slava Doseděl         | Marcelo Ríos            | 7:6(3), 6:3           |
| 1994         | Alberto Berasategui   | Francisco Clavet        | 6:3, 6:4              |
| 1993         | Javier Frana          | Emilio Sánchez          | 7:5, 3:6, 6:3         |

### Gra podwójna
| Santiago     |                                                     |                                       |                       |
| Rok          | Zwycięzcy                                           | Finaliści                             | Wynik                 |
| 2025         | Nicolás Barrientos Rithvik Choudary Bollipalli      | Máximo González Andrés Molteni        | 6:3, 6:2              |
| 2024         | Marcelo Tomás Barrios Vera Alejandro Tabilo         | Orlando Luz Matías Soto               | 6:2, 6:4              |
| 2023         | Andrea Pellegrino Andrea Vavassori                  | Thiago Seyboth Wild Matías Soto       | 6:4, 3:6, 12–10       |
| 2022         | Rafael Matos Felipe Meligeni Alves                  | André Göransson Nathaniel Lammons     | 7:6(8), 7:6(3)        |
| 2021         | Simone Bolelli Máximo González                      | Federico Delbonis Jaume Munar         | 7:6(4), 6:4           |
| 2020         | Roberto Carballés Baena Alejandro Davidovich Fokina | Marcelo Arévalo Jonny O’Mara          | 7:6(3), 6:1           |
| Viña del Mar |                                                     |                                       |                       |
| Rok          | Zwycięzcy                                           | Finaliści                             | Wynik                 |
| 2014         | Oliver Marach Florin Mergea                         | Juan Sebastián Cabal Robert Farah     | 6:3, 6:4              |
| 2013         | Paolo Lorenzi Potito Starace                        | Juan Mónaco Rafael Nadal              | 6:2, 6:4              |
| 2012         | Fred Gil Daniel Gimeno-Traver                       | Pablo Andújar Carlos Berlocq          | 1:6, 7:5, 12–10       |
| Santiago     |                                                     |                                       |                       |
| Rok          | Zwycięzcy                                           | Finaliści                             | Wynik                 |
| 2011         | Marcelo Melo Bruno Soares                           | Łukasz Kubot Oliver Marach            | 6:3, 7:6(3)           |
| 2010         | Łukasz Kubot Oliver Marach                          | Potito Starace Horacio Zeballos       | 6:4, 6:0              |
| Viña del Mar |                                                     |                                       |                       |
| Rok          | Zwycięzcy                                           | Finaliści                             | Wynik                 |
| 2009         | Pablo Cuevas Brian Dabul                            | František Čermák Michal Mertiňák      | 6:3, 6:3              |
| 2008         | José Acasuso Sebastián Prieto                       | Máximo González Juan Mónaco           | 6:1, 3:0 krecz        |
| 2007         | Paul Capdeville Óscar Hernández                     | Albert Montañés Rubén Ramírez Hidalgo | 4:6, 6:4, 10–6        |
| 2006         | José Acasuso Sebastián Prieto                       | František Čermák Leoš Friedl          | 7:6(2), 6:4           |
| 2005         | David Ferrer Santiago Ventura                       | Gastón Etlis Martín Rodríguez         | 6:3, 6:4              |
| 2004         | Juan Ignacio Chela Gastón Gaudio                    | Nicolás Lapentti Martín Rodríguez     | 7:6(2), 7:6(3)        |
| 2003         | Agustín Calleri Mariano Hood                        | František Čermák Leoš Friedl          | 6:3, 1:6, 6:4         |
| 2002         | Gastón Etlis Martín Rodríguez                       | Lucas Arnold Ker Luis Lobo            | 6:3, 6:4              |
| 2001         | Lucas Arnold Ker Tomás Carbonell                    | Mariano Hood Sebastián Prieto         | 6:4, 2:6, 6:3         |
| Santiago     |                                                     |                                       |                       |
| Rok          | Zwycięzcy                                           | Finaliści                             | Wynik                 |
| 2000         | Gustavo Kuerten Antonio Prieto                      | Lan Bale Piet Norval                  | 6:2, 6:4              |
| 1999         | Turniej nie odbył się                               | Turniej nie odbył się                 | Turniej nie odbył się |
| 1998         | Mariano Hood Sebastián Prieto                       | Massimo Bertolini Devin Bowen         | 7:6, 6:7, 7:6         |
| 1997         | Hendrik Jan Davids Andrew Kratzmann                 | Julián Alonso Nicolás Lapentti        | 7:6, 5:7, 6:4         |
| 1996         | Fernando Meligeni Gustavo Kuerten                   | Dinu Pescariu Albert Portas           | 6:4, 6:2              |
| 1995         | Jiří Novák David Rikl                               | Shelby Cannon Francisco Montana       | 6:4, 4:6, 6:1         |
| 1994         | Karel Nováček Mats Wilander                         | Tomás Carbonell Francisco Roig        | 4:6, 7:6, 7:6         |
| 1993         | Mike Bauer David Rikl                               | Christer Allgardh Brian Devening      | 7:6, 6:4              |